# Phornacisa
Oncocnemis là một chi bướm đêm thuộc họ Noctuidae.